# Sukiennice
El Sukiennice (« Llotja de teixits ») és un dels monuments històrics més emblemàtics de la ciutat de Cracòvia. Aquesta imponent llotja comercial de dos pisos, aixecada el segle xiii i després adaptada a l'època del Renaixement, ocupa el lloc central de la gran Plaça del Mercat i forma part del Patrimoni de la Humanitat de la UNESCO.
A la planta baixa, la Llotja acull avui comerços d'artesania, mentre que el primer pis acull la Galeria d'art polonès del segle xix, una filial del Museu nacional de Cracòvia amb la més important col·lecció d'obres poloneses del món. Entre elles, la famosa tela Les Torxes de Neró, oferta a l'obertura del museu pel seu pintor, Henryk Siemiradzki i el quadre gegant Homenatge prussià de Jan Matejko.

## Història
Posicionada segons l'eix nord-sud de la plaça, amb les seves façanes oest i est simètriques respecte als eixos de les entrades, la Llotja de teixits de Cracòvia reuneix elements arquitectònics d'èpoques molt diferents, i constitueix una síntesi global de l'arquitectura de la ciutat.
El nom Sukiennice ve de la paraula polonesa sukno que vol dir teixit, roba. En efecte, els drapers disposaven les seves parades al centre de la plaça del Mercat per a la venda a l'engròs de teixits.
La primera llotja, aixecada al segle xiii, després de la concessió a la ciutat d'una carta de Drets de Magdeburg, es limitava a dues fileres de botigues de pedra que formaven un carrer al mig de la Plaça del Mercat. El comerç als Sukiennice era una font important d'ingressos per a la ciutat: segons el privilegi reial, els venedors vinguts de l'exterior només podien vendre la seva pròpia mercaderia, i només en aquest lloc.
L'any 1358, el Casimir III fa construir el primer edifici de 100 m de longitud amb dos portals ogivals situats al centre de les façanes principals. Després d'un incendi que va consumir l'edifici l'any 1555, es va cridar als italians que havien vingut amb la reina Bona Sforza (esposa italiana del rei Segimon el Vell). La Llotja de teixits renovada a l'estil Renaixement llavors es va dotar d'un àtic decorat amb una cresta amb gàrgoles, estilitzades amb caps humans, realitzades probablement segons els projectes de Santi Gucci. Giovanni Maria Mosca divideix l'edifici en dos pisos i està connectat per escales cobertes per lògies situats sobre els costats més curts.
Els últims treballs importants són duts a terme al segle xix per Tomasz Pryliński. L'arquitecte transforma la llotja a la planta baixa, instal·lant-hi al llarg dels murs botigues de fusta. El sostre serà adornat més tard amb l'escut de les ciutats poloneses, els emblemes dels gremis i els segells. Pryliński afegeix també arcades neogòtiques de pedra per tal de donar l'elegància a l'edifici, així com dels mascarons representant caricatures dels presidents de l'època de la ciutat de Cracòvia- Józef Dietla amb un paó damunt del cap i Mikołaj Zyblikiewicz amb un gall-realitzats segons un dibuix de Jan Matejko. El primer va ser el responsable de es reformes de la llotja de teixits i el segon el qui la va dur a terme. La llotja superior és adaptada a les necessitats del museu.

## Planta baixa
La planta baixa de l'edifici és envoltat de galeries d'arcades ogivals neogòtiques, descansant sobre columnes de capitells esculpits.
A l'interior, les botigues ofereixen records i objectes d'art popular. Hi ha els escuts de les ciutats poloneses que comerciaven amb Cracòvia així com els dels gremis d'artesans de la ciutat. Cracòvia fou part de la Lliga Hanseàtica i anomenada la ciutat del coure, un dels productes que exportaven amb més quantitat. L' àmbar baixava del Bàltic a través del riu Vístula i la ruta es pot veure dibuixada en una de les botigues que exposa aquesta pedra en unes vitrines. En polonès àmbar es tradueix com bursztyn. El ganivet de ferro, suspès al pas dels Sukiennice al costat de l'estàtua d'Adam Mickiewicz, recorda el dret sever de Magdeburg, que castigava els lladres tallant-los una orella i lliurava els criminals més seriosos al botxí. També està relacionat amb la llegenda dels dos germans que van restaurar la Basílica de Santa Maria i van acabar cometent un fraticidi, l'arma del qual seria el ganivet.
Les arcades exteriors acullen botigues i el cafè-restaurant Noworolski amb una decoració modernista, en la seva versió vienesa anomenada Secesja o estil de secessió i policromies.

## Pis
Més de dues-centes pintures i escultures són exposades a les quatre sales de la Galeria representant els corrents més importants de l'art polonès de finals del segle xviii i del segle xix, com el romanticisme, historicisme, realisme, impressionisme així com els començaments del simbolisme.
La Galeria de l'art polonès del segle xix presenta obres d'artistes polonesos de gran fama, sobretot les de Jan Matejko, Jacek Malczewski, Piotr Michałowski, Henryk Siemiradzki, Józef Chełmońeskí, Maksymilian Gierymski, Władysław Podkowińeskí, Aleksander Gierymski, Józef Brandt i Pius Welońeskí. Les obres d'un artista italià, Marcello Bacciarelli i d'un pintor francès, Jean Pierre Norblin, els dos contractats pel rei polonès, un gran mecenes d'art, Estanislau August Poniatowski, hi són igualment exposades.

## Subsòl
A la cantonada oest de les arcades, on hi penja una bandera polonesa, hi ha l'entrada al Museu Subterràni, inaugurat l'any 2009. És el resultat d'un projecte d'excavacions arqueològiques que testimonia la vida medieval de la ciutat com a centre comercial. Sota la superfície de la Plaça, aquesta reserva arqueològica única, d'una superfície de prop de 4000 m2, permet descobrir la història de Cracòvia a l'Edat mitjana. És un recorregut molt entretingut, amb explicacions de les rutes comercials de l'època, l'evolució de la vida comercial de la plaça, els diferents tipus de gremis que hi comerciaven i el que s'ha trobat en les excavacions. Es poden veure els antics camins amb les marques dels carruatges així com els cellers de les antigues botigues de luxe, les anomenades kramy bogaty.

## Galeria

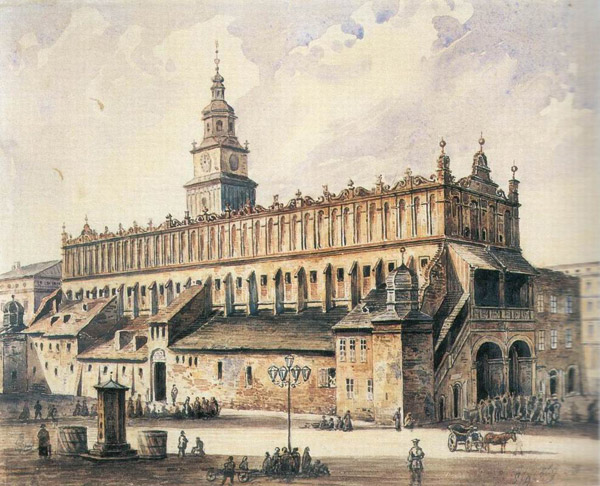
Abans de la restauració del XIX
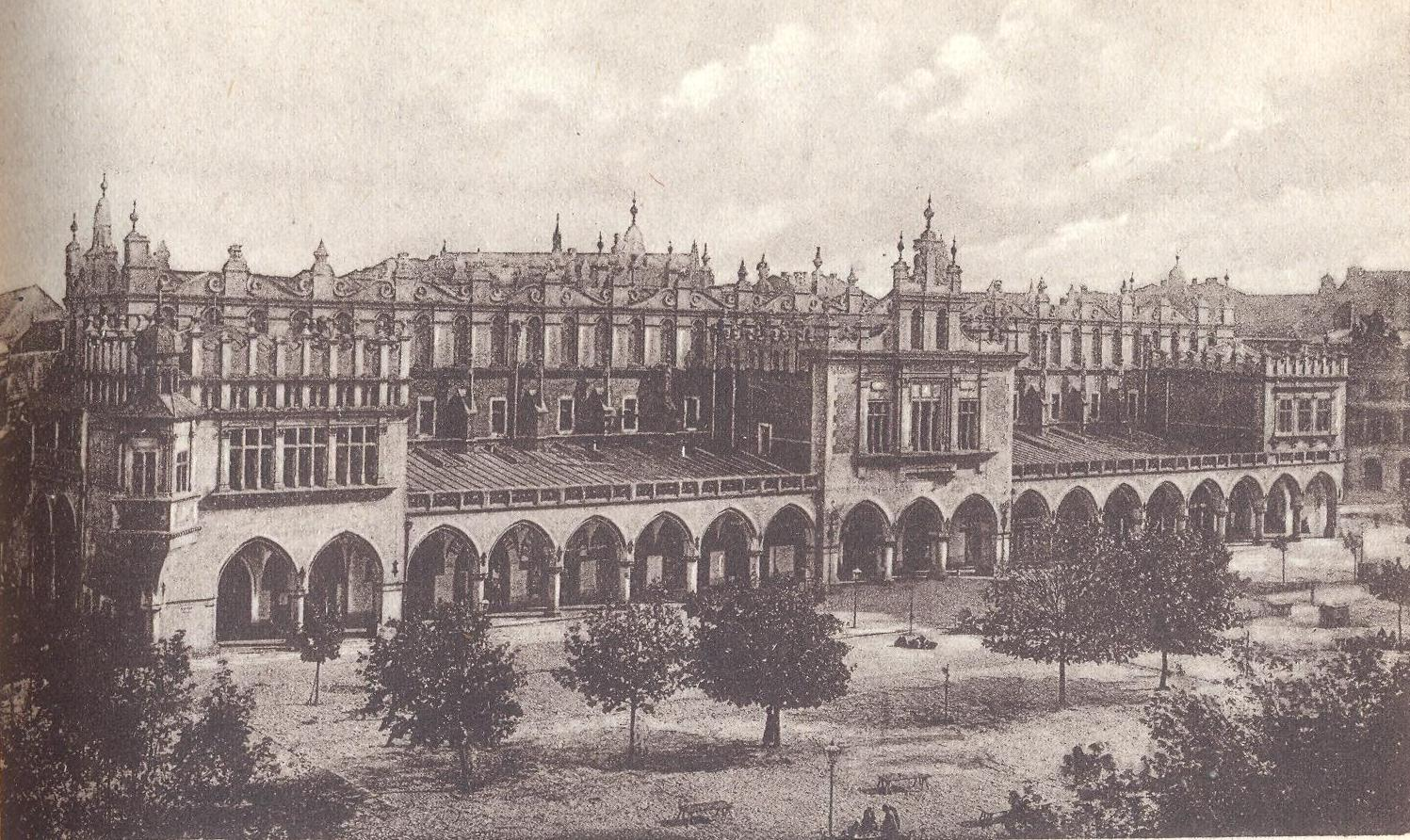
Sukiennice l'any 1930
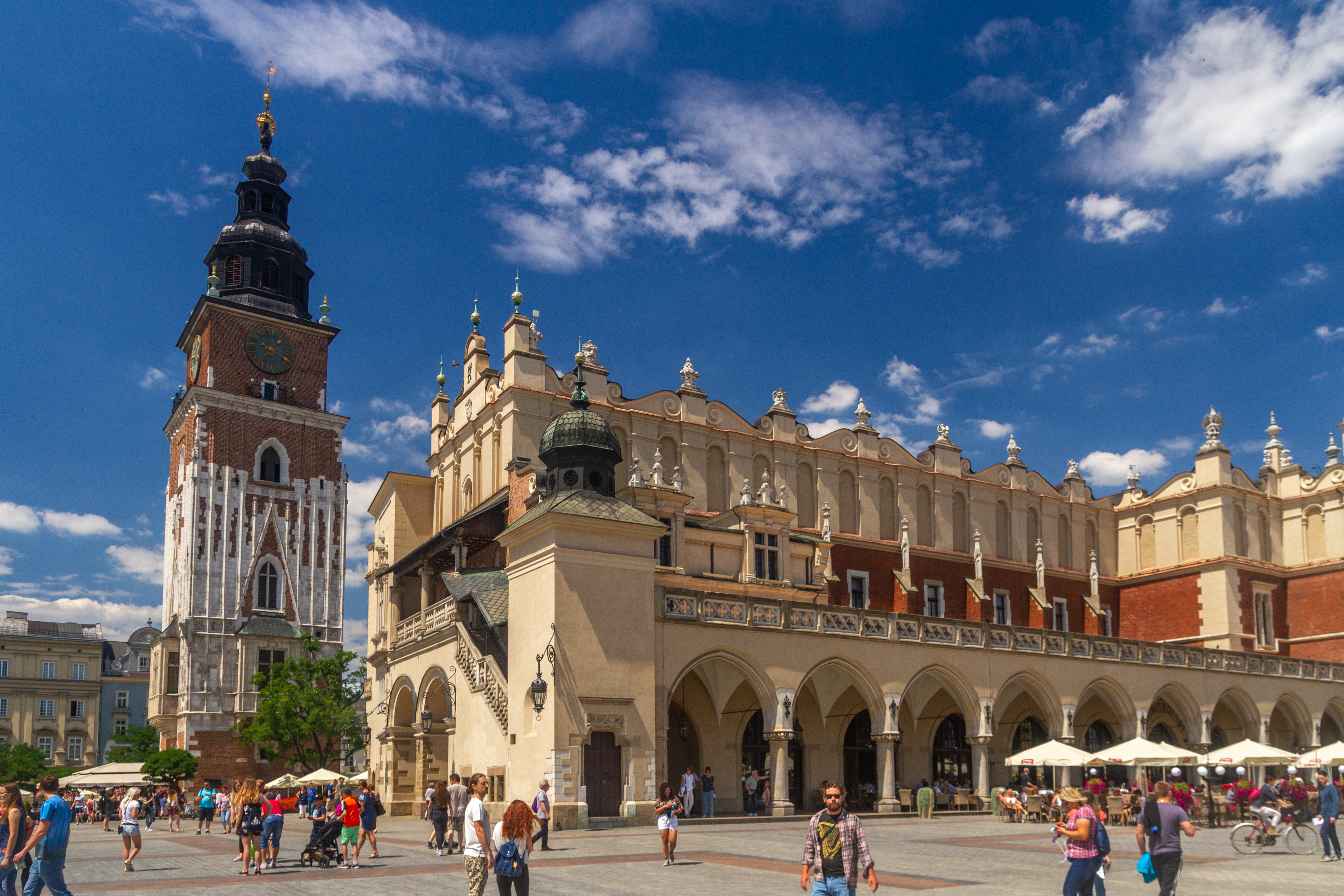
Sukiennice així com la Torre de l'Ajuntament
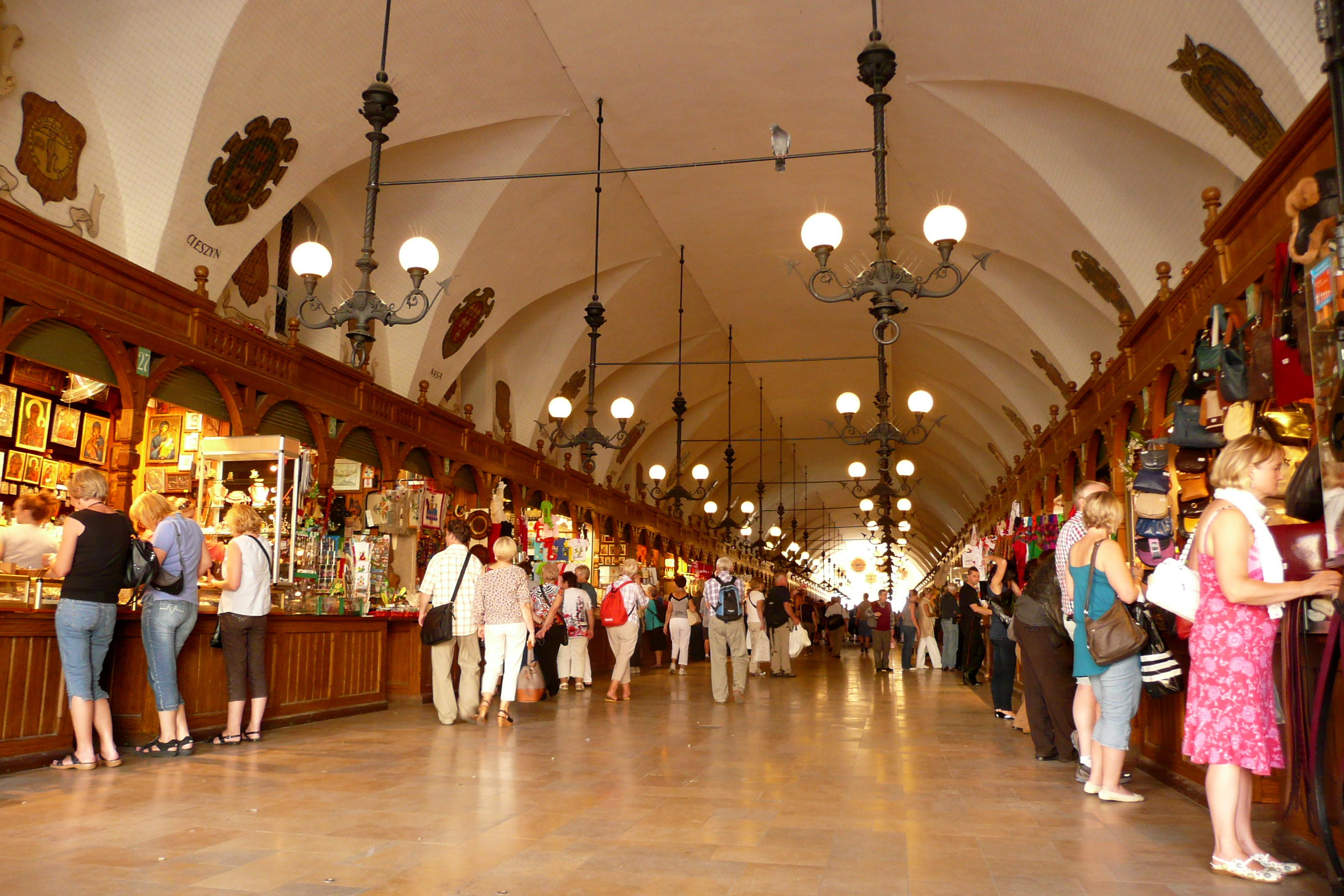
L'interior de la llotja Sukiennice
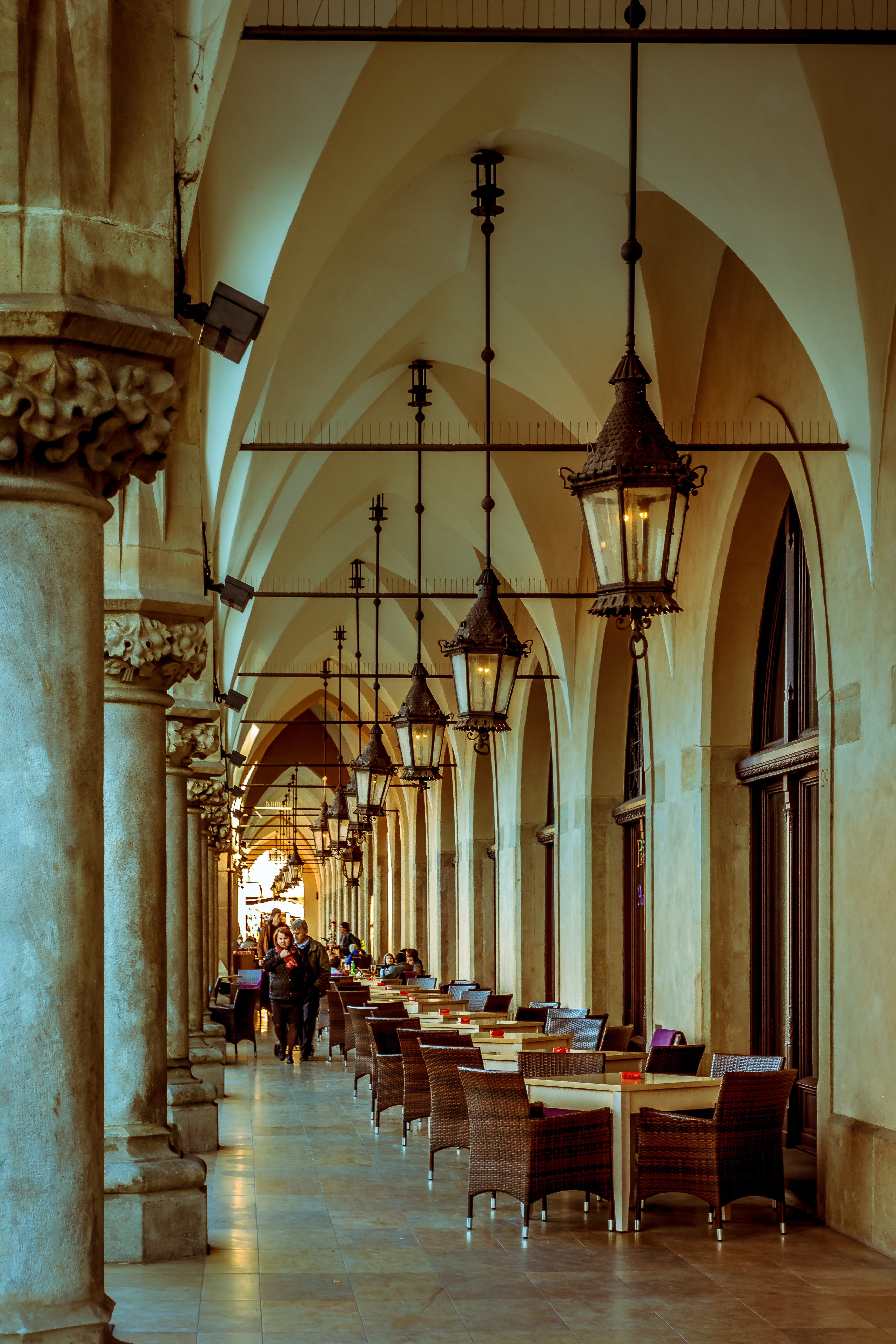
Les arcades
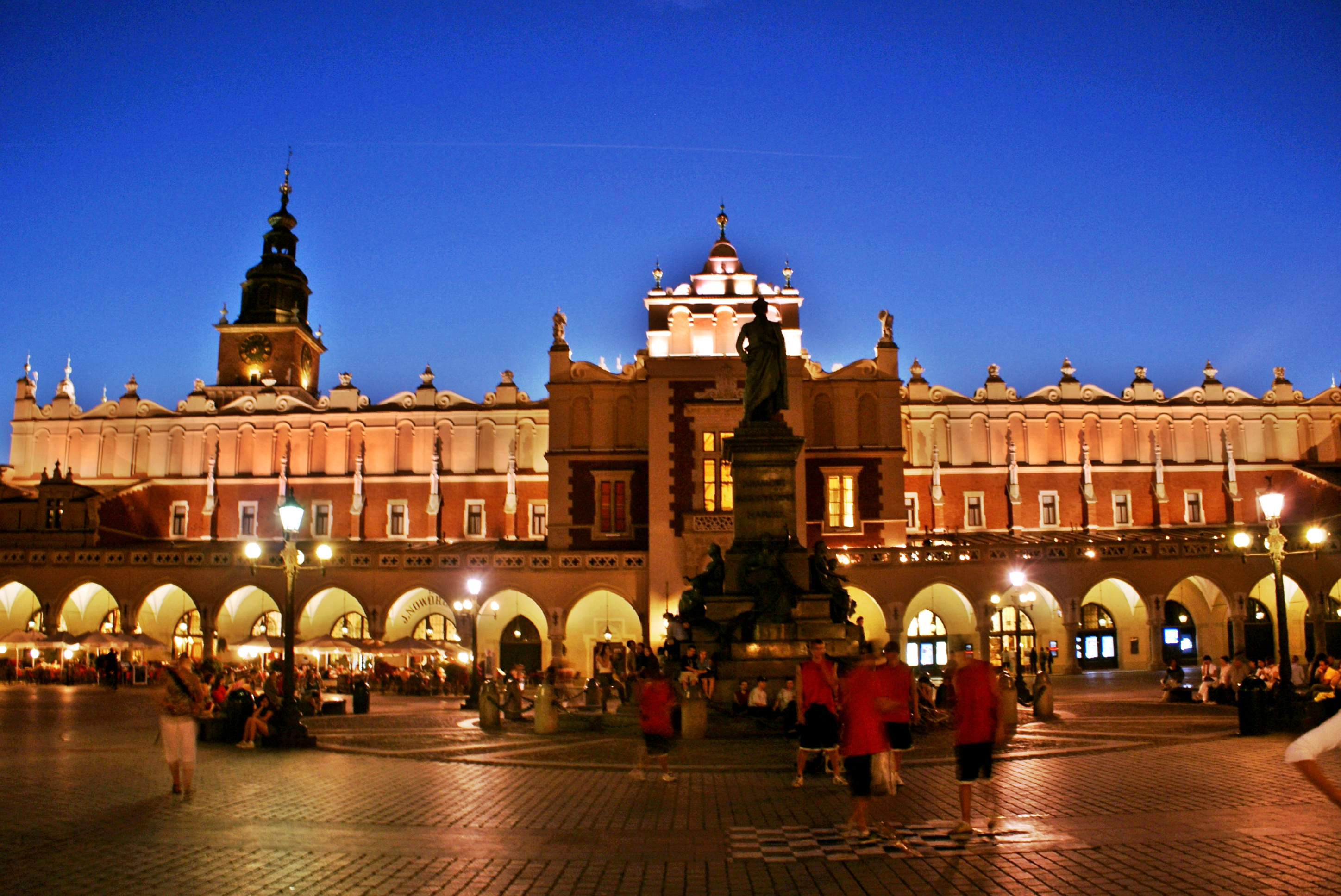
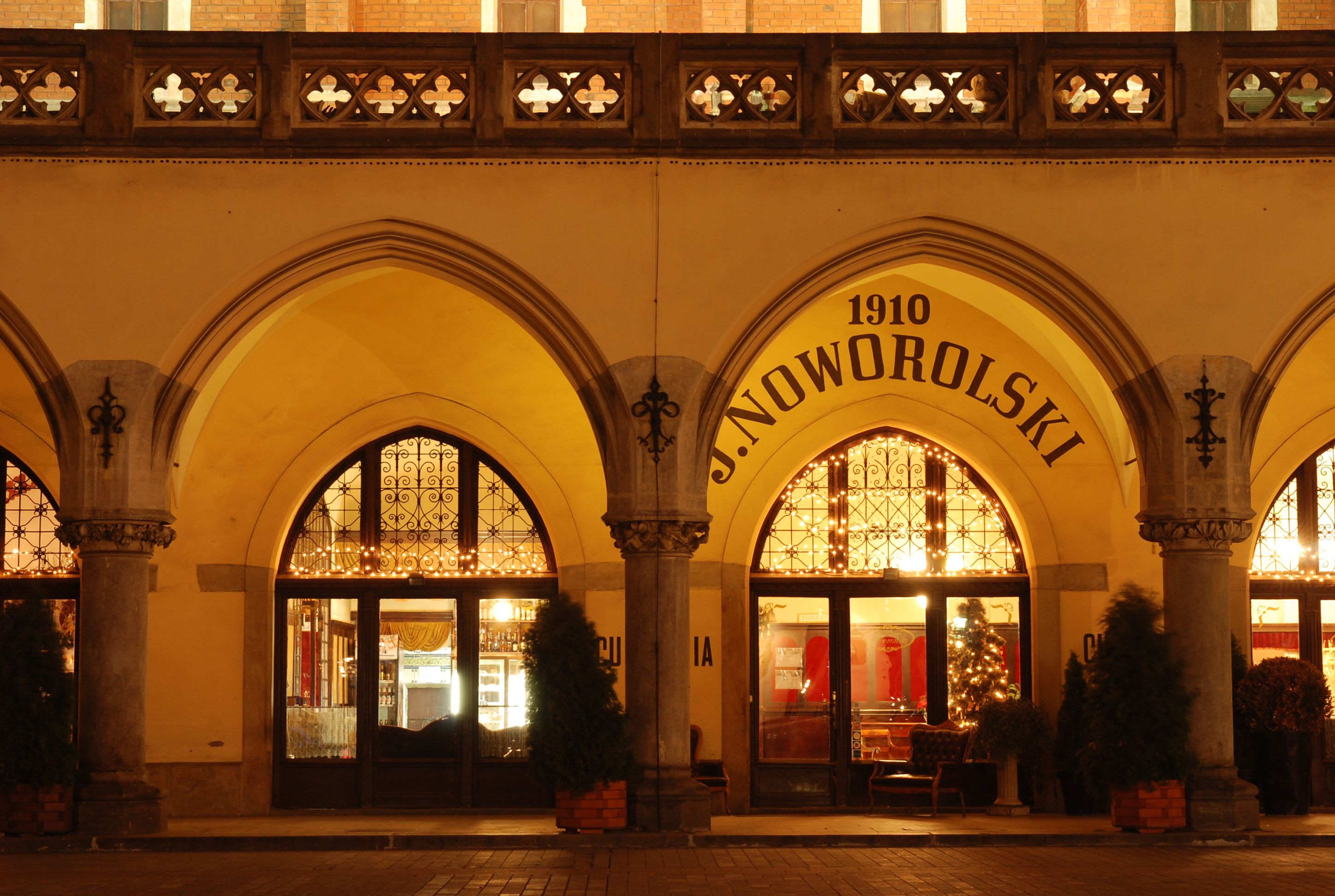
Cafè Noworolski
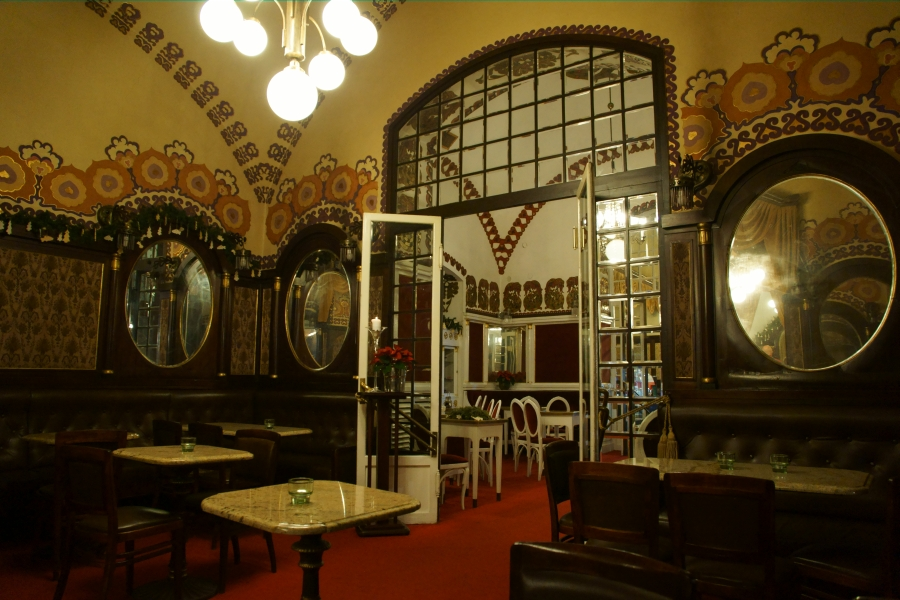
Cafè Noworolski
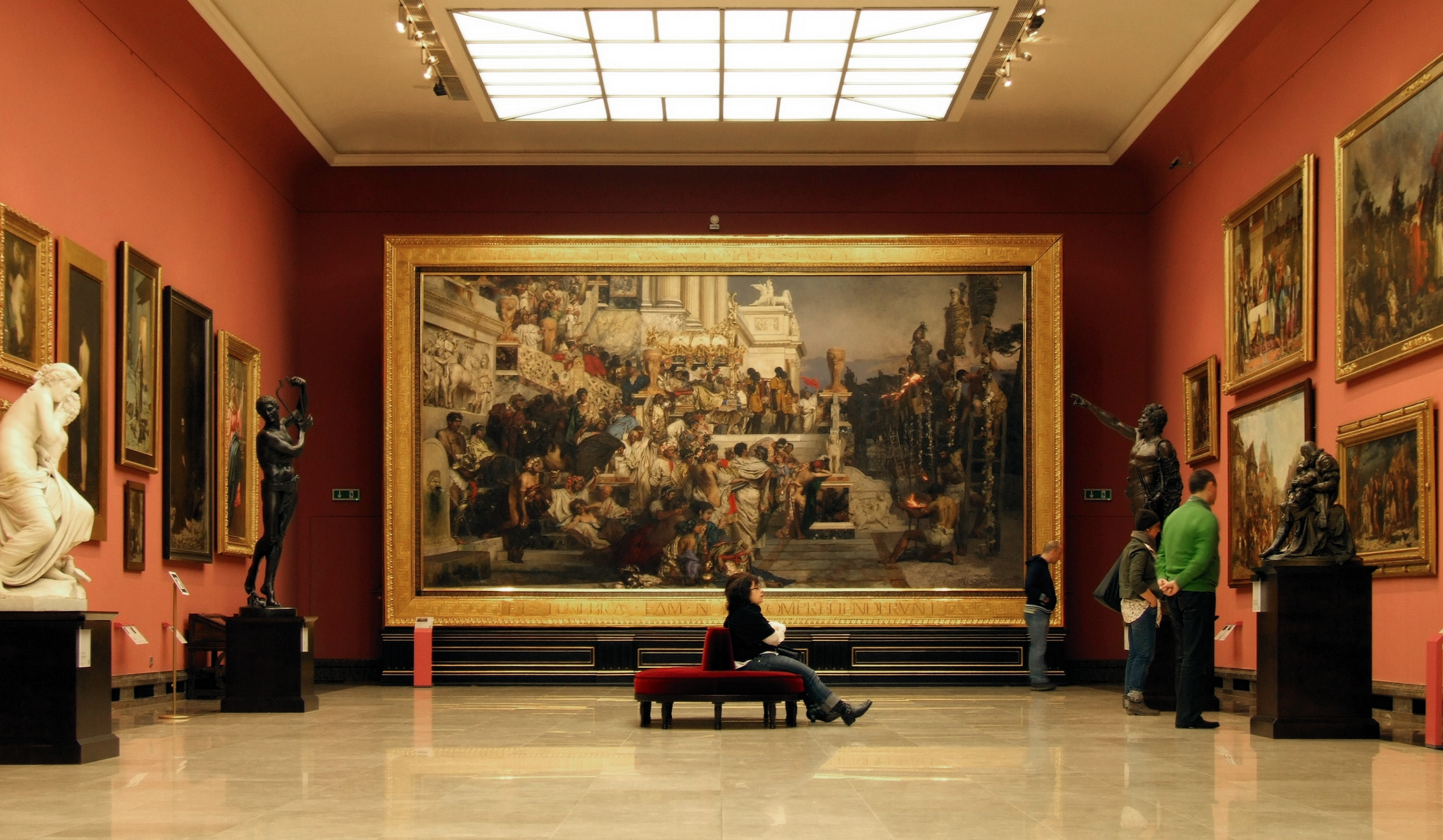
Galeria d'art polonès del segle XIX
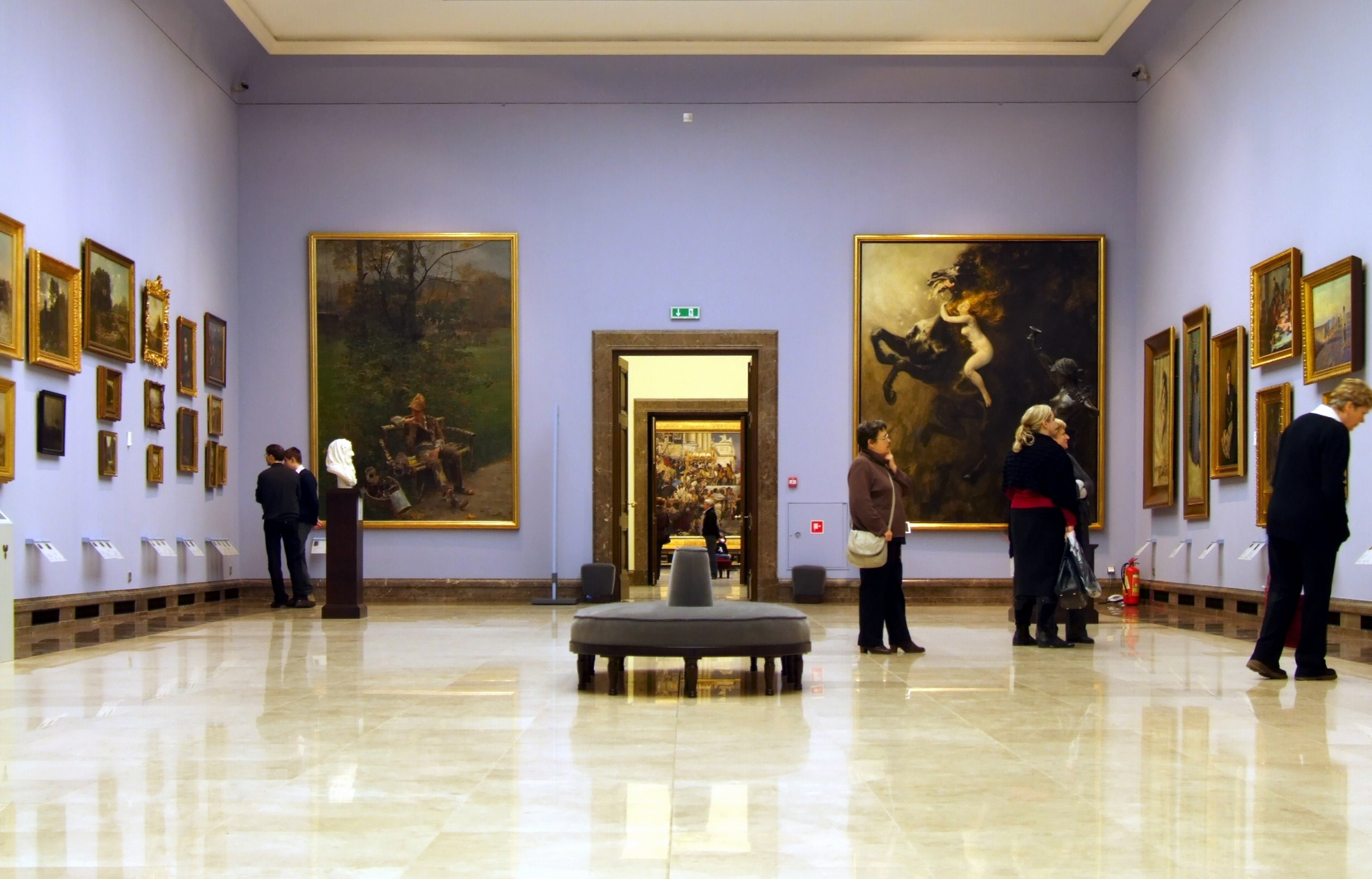
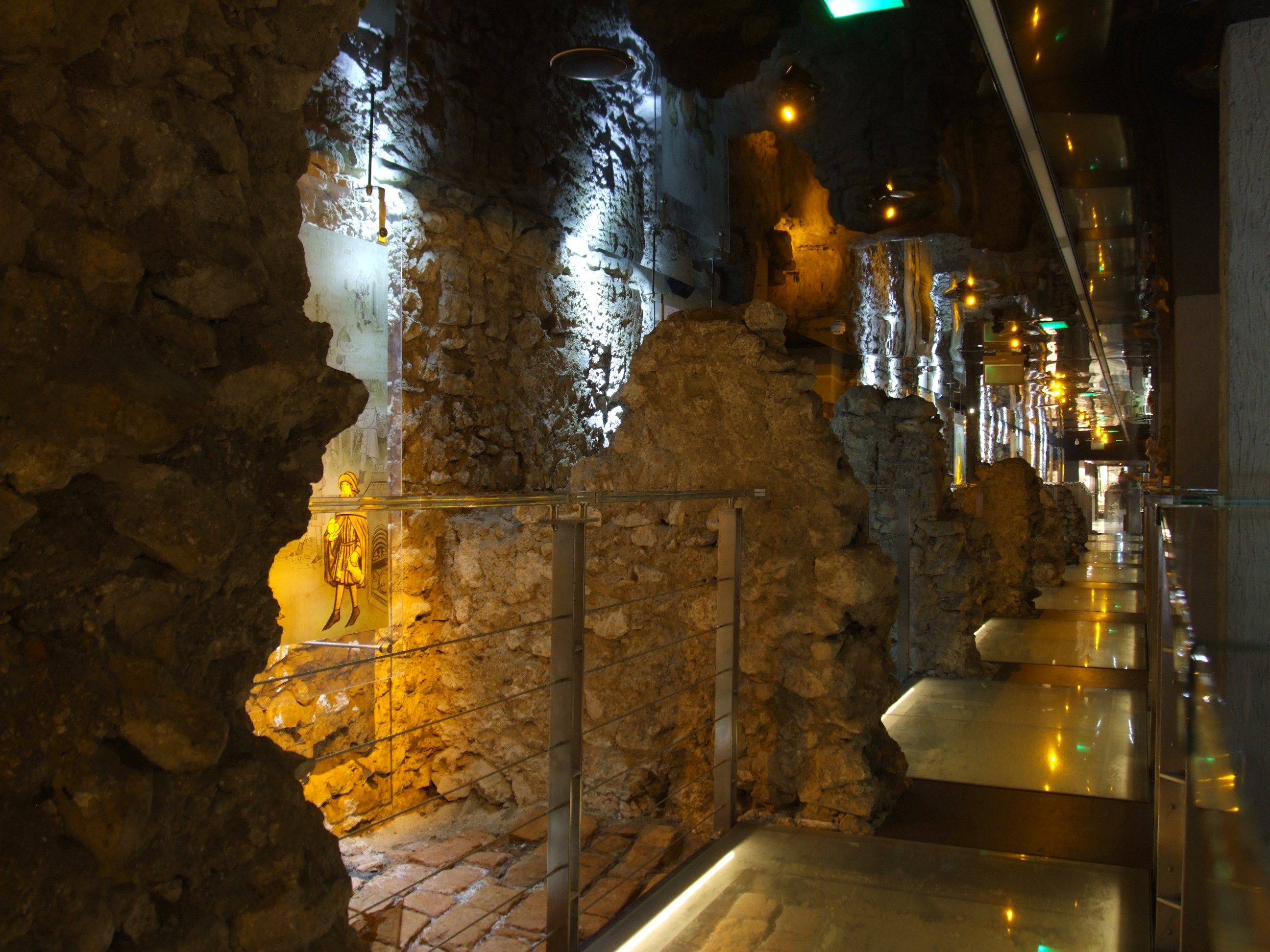
Els soterranis de la Plaça
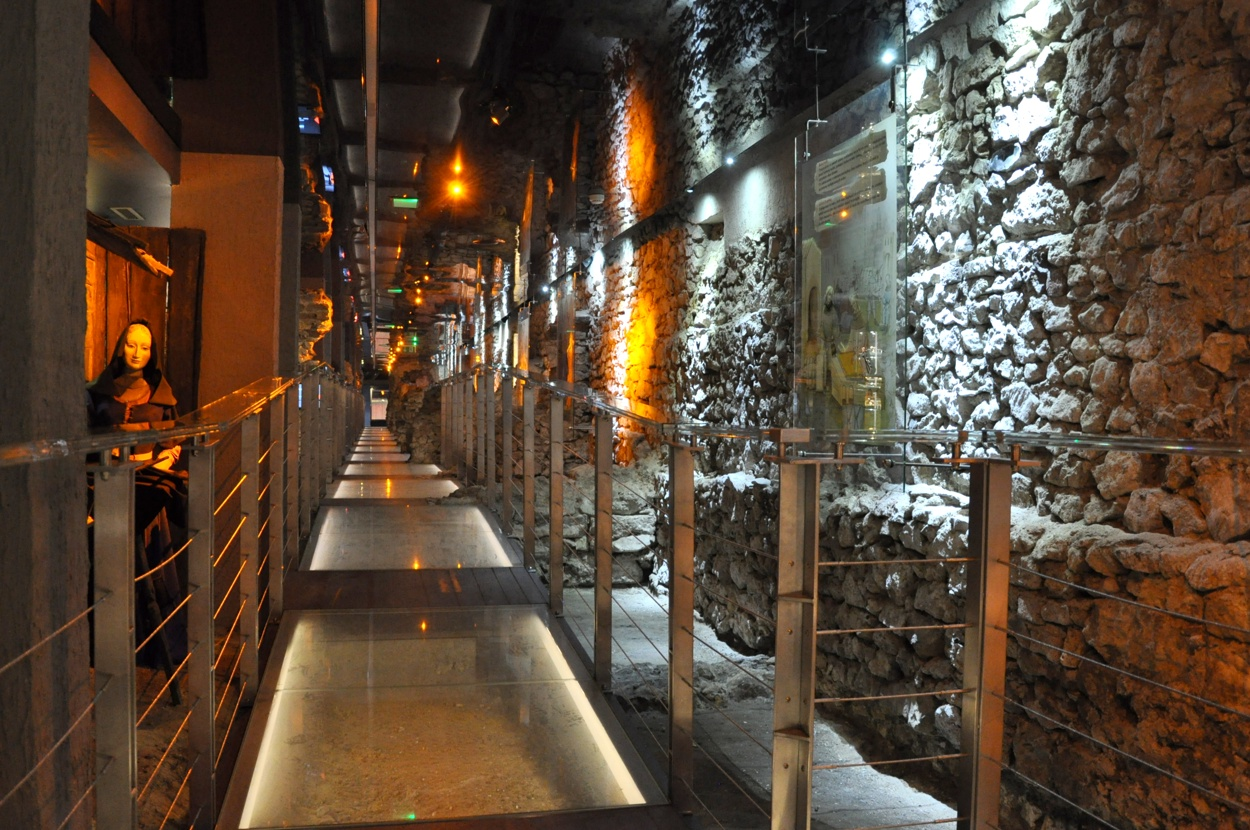
Els soterranis de la Plaça